# Formación rocosa

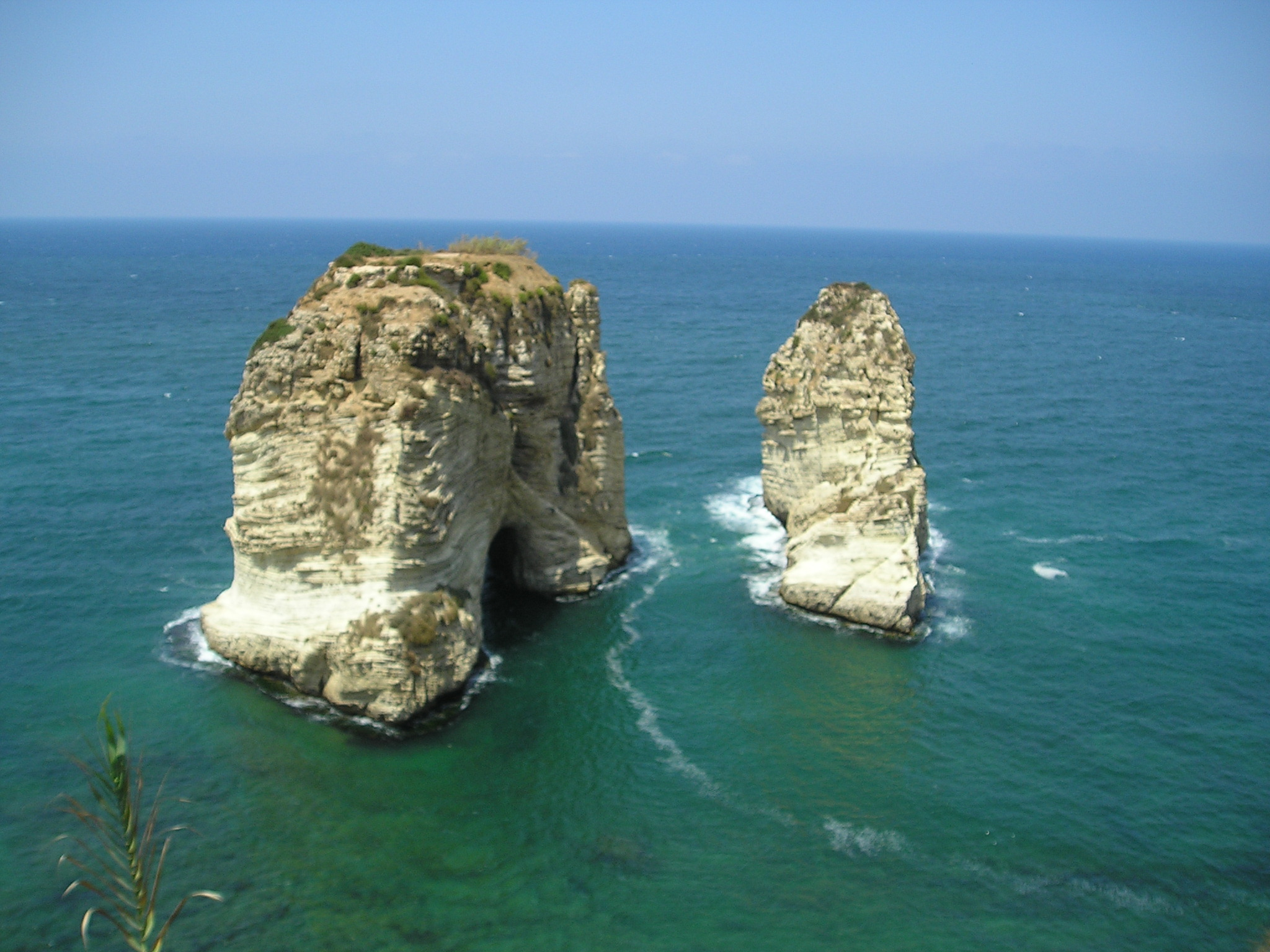
Raouché o roca Las Palomas, en Beirut, Líbano

Una formación rocosa, en geomorfología, es un accidente que describe afloramientos rocosos aislados, que en general destacan por sus cualidades paisajísticas. Son generalmente el resultado de la meteorización y la erosión que han ido esculpiendo la roca existente. Las formaciones rocosas, en general, se refieren a determinados estratos sedimentarios o a una unidad de roca en otros estudios estratigráficos y petrológicos.
Una estructura de roca se pueden crear en cualquier tipo o combinación de rocas:
- las rocas sedimentarias fueron creadas a partir de fragmentos de rocas que se desprendieron de otras rocas por erosión eólica e hídrica, y que luego fueron depositados por el viento, el hielo o el agua. La erosión luego las expuso en su forma actual. Un ejemplo son los múltiples afloramientos rocoso o chimenea de hadas en el parque nacional del Cañón Bryce, en Utah;
- las rocas metamórficas se crearon por las rocas que se habían transformado en otro tipo de roca, por lo general por el calor y la presión. Un ejemplo son los Seneca Rocks en Virginia Occidental;
- las rocas ígneas se crearon cuando la roca fundida se enfrió y solidificó, con o sin cristalización. Pueden ser plutónicas o extrusivas. Una vez más, las fuerzas erosivas esculpieron sus formas actuales. Un ejemplo es Half Dome, en el parque nacional de Yosemite.

Los geólogos han creado una serie de términos para describir las diferentes estructuras de rocas en el paisaje que se pueden formar por procesos naturales, muchas de ellas de uso local que describen más o menos accidentes geomorfológicos similares con ciertas particularidades regionales:
- Inselberg es un accidente del relieve residual. Puede ser un tanto un cerro aislado, un mando, dorsal o pequeña montaña que se eleva abruptamente, como una isla, con una suave pendiente o prácticamente al mismo nivel del mar que la rodea. Inselberg es una palabra alemana que significa «montaña isla». Uluru/Ayers Rock, en Australia, es un ejemplo señalado.
- Pico piramidal
- Stack
- Mesa (geomorfología)
- Butte
- Escarpe
- Barranco
- Acantilado (marino o de río)
- Río de piedra
- Aguja
- Tor

## Formación rocosa y afloramiento rocoso
Un afloramiento no es más que la roca no cubierta por un suelo u otras rocas, un lugar donde pueden verse. El concepto de formación rocosa no es sinónimo de afloramiento, aunque todas las formaciones rocosas son afloramientos de rocas. Una formación rocosa, para los geomorfólogos, es un lugar con rocas que presentan alguna peculiaridad geomorfológica o paisajística, mientras que un afloramiento rocoso corresponde a cualquier roca in situ visible en superficie, tenga peculiaridades o no las tenga.

## Formaciones rocosas destacadas
(Nota: Todos los enlaces en rojo de este artículo tiene artículo propio en la Wikipedia en inglés)

### Asia
- Yoichi, Hokkaidō, Japón

- Yeliu, República de China

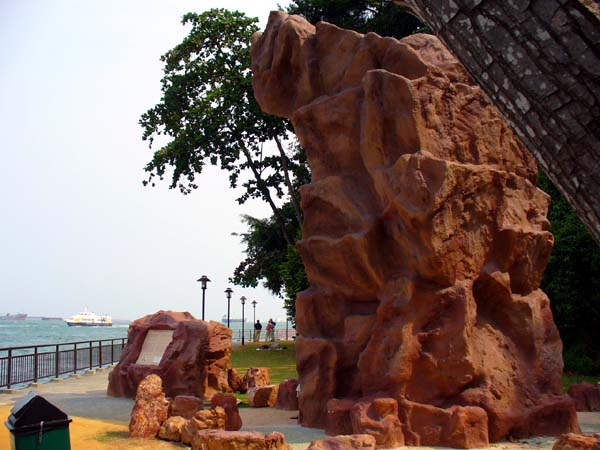
Una réplica de Long Ya Men (Dragon's Teeth Gate), Singapur.

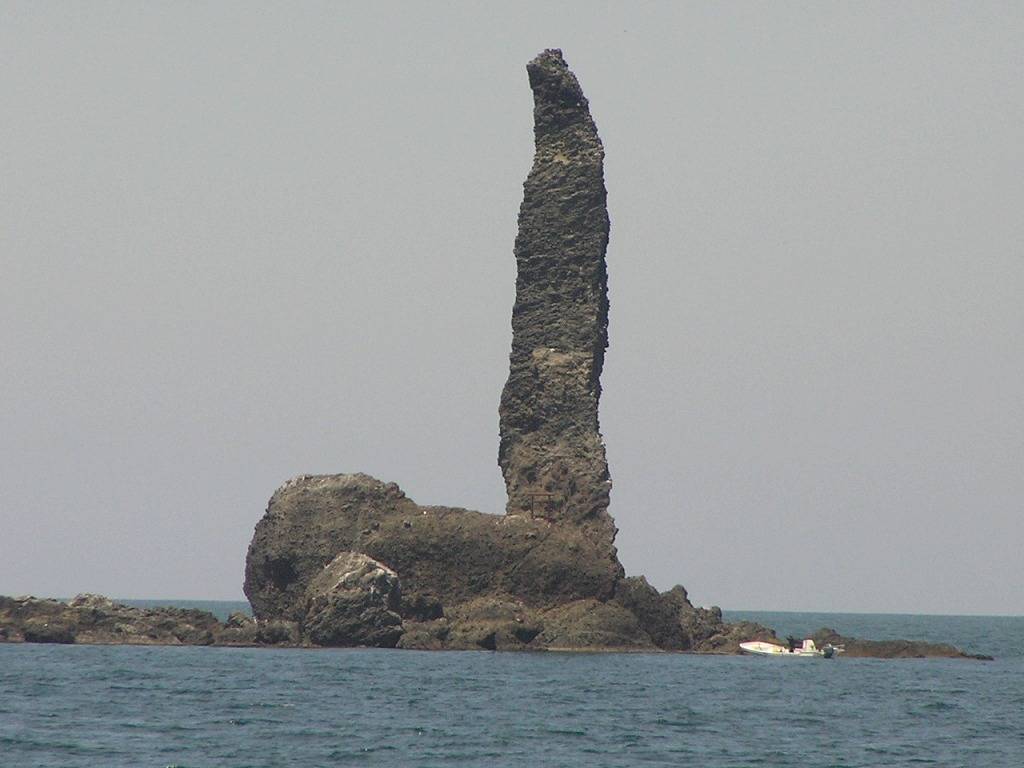
Candle Rock(Yoichi, Hokkaidō, Japón)

- Kyaiktiyo Pagoda, Mon State, Birmania
- Tanjong Bunga, Penang, Malasia
- Jabalpur Marble Rocks, Madhya Pradesh, India
- Face Rock, Deccan, Hyderabad, India
- Sitio Lugsangan, Barangay Tabon, provincia de Cebú, Filipinas
- Amah Rock, Hong Kong
- Yun Meng Mountains, Pekín, China
- Guilin, China
- Grandfather and Grandmother stone, Ko Samui, Tailandia
- Isla de James Bond, provincia de Phang Nga, Tailandia
- Paşabağı, Capadocia, Turquía
- Parque nacional Goreme, Turquía
- Bahía Halong, Vietnam
- Long Ya Men, Singapur
- Parque nacional Seorak-san, Sokcho, Corea del Sur
- Taichar Chuluu, Arkhangai Aimag, Mongolia
- Turtle Rock, parque nacional Gorkhi-Terelj, Töv Aimag/Nalaikh, Mongolia
- Tanah Lot, Bali, Indonesia
- Jeti-Ögüz, Jeti-Ögüz district, Kirguistán

### Medio Oriente
- Rosh Hanikra, Israel
- Timna Arch, Eilat, Israel
- Karnei Hittim, Israel
- Tegherivank, Armenia
- Geghard, Armenia
- Petra, Amán, Jordania
- Wadi Rum Desert, Jordania
- Kuh-E-Namak, Irán

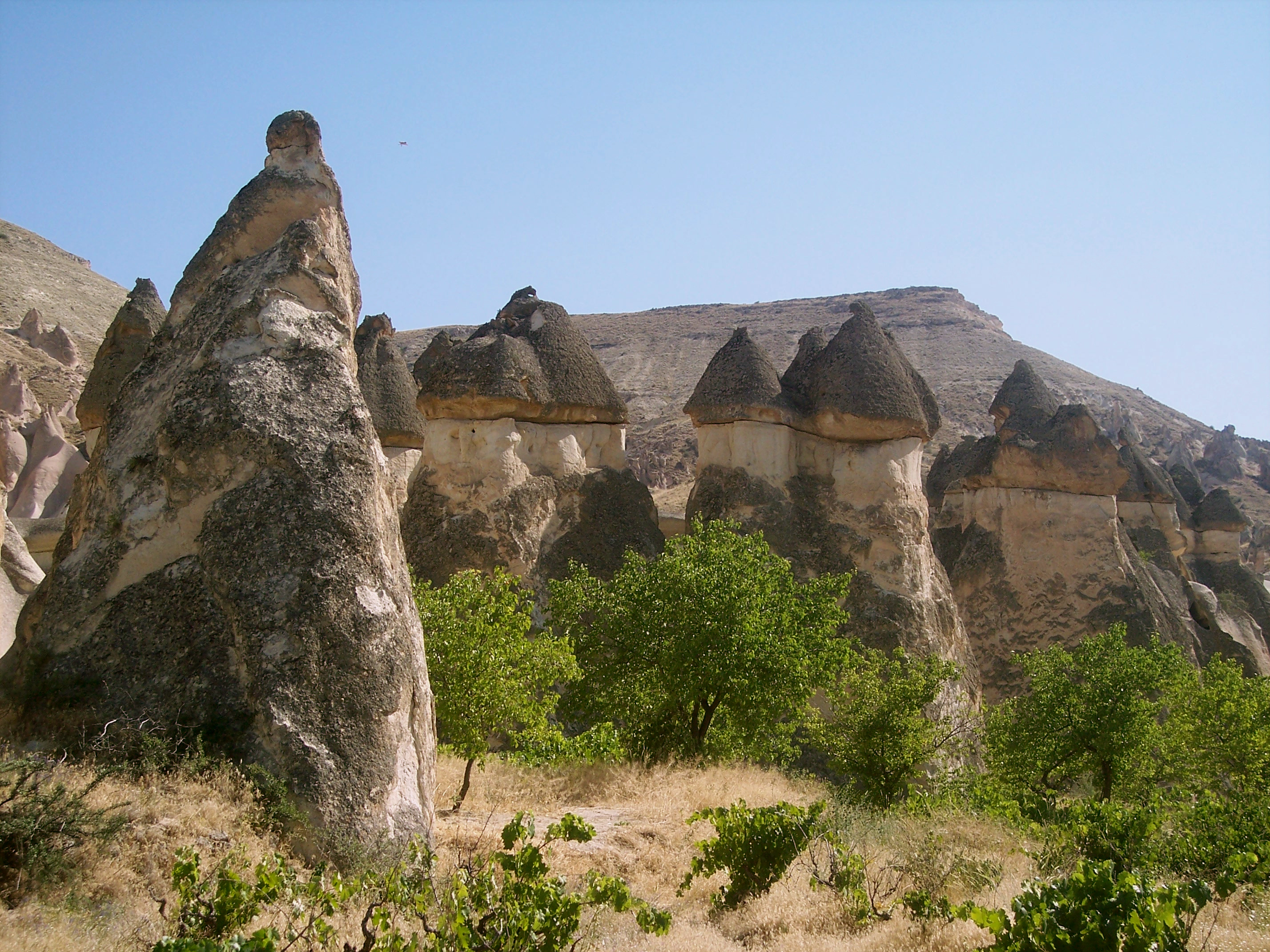
Paşabağı, Capadocia/Turquía.

- Elemite Rock, provincia de Fars, Irán
- Mahneshan, Zanjan, Irán
- Cape Lithoprosopon, Líbano
- Raouché, Beirut, Líbano
- Gobustan, Azerbaiyán
- Aphrodite's Rock, Pafos, Chipre
- Wadi Dhar, Yemen
- Bani Al Harit, Saná, Yemen

### África
- Argelia

- Tamanrasset
- Montes Tassili

- Angola:

- Provincia de Benguela
- Iona, Tombwa

- Burkina Faso

- Domos de Fabedougou
- Pico del Sindou

- Camerún: garganta del Kola
- Egipto: desierto Blanco
- Eritrea:  Decemhare
- Kenia:  Tsavo Rocks
- Libia: Montañas Akakus
- Madagascar:

- Andringitra
- Parque nacional Isalo

- Malaui:  Makuzi Beach, Chintheche
- Mali: macizo de las Aguilles de Garmi
- Mauritania:  Ben Amera
- Marruecos:

- Montañas Siroua
- Tafraoute

- Namibia:

- Bogenfels
- Vingerklip, Damaraland
- Meseta Waterberg

- Níger:  Geuzzam
- Nigeria:

- Kamale Pinnacle, Mubi
- Olumo Rock, Abeokuta
- Riyom Rock, Jos

- Seychelles:  Anse Source d'Argent, La Digue
- Sudáfrica:

- Cedarberg Wilderness Area, Western Cape
- Kagga Kamma, Ceres, Western Cape
- Dead man's fingers, que se encuentran en los cálidos lagos y aguas marinas en esta zona. Los dedos del hombre muerto (Dead Man's fingers) son un tipo de formación rocosa, no uno específico.
- Three Sisters (Tres Hermanas)

- Sudán:  Burget Tuyur, Selima
- Túnez:

- Chebika Rock
- Tamazrat

- Zimbabue:

- Domboshava Rocks
- Maleme Dam, Matobos
- Formaciones rocosas Motombo

### América

#### Caribe
- Formaciones rocosas de Ayo, Aruba
- Casibari Boulders, Aruba
- Guajataca, Puerto Rico
- Virgin Gorda Rocks, British Virgin Islands
- Devil's Trail, Virgin Gorda, British Virgin Islands
- Bath's Beach, Virgin Gorda, British Virgin Islands
- Coki Beach, St. Thomas, United States Virgin Islands
- Governor's Harbor, Eleuthera, Bahamas
- Ile a Vache, Cayes, Haití
- Tent Bay, Barbados
- Pointe des Chateaux, Grande Terre, Guadalupe
- Malendure Rock, Basse Terre, Guadalupe
- Diamond Rock, Torrens Point, Saba, Antillas neerlandesas
- Stonehaven Bay, Tobago
- Sandy Beach, Santa Lucía

#### América Latina

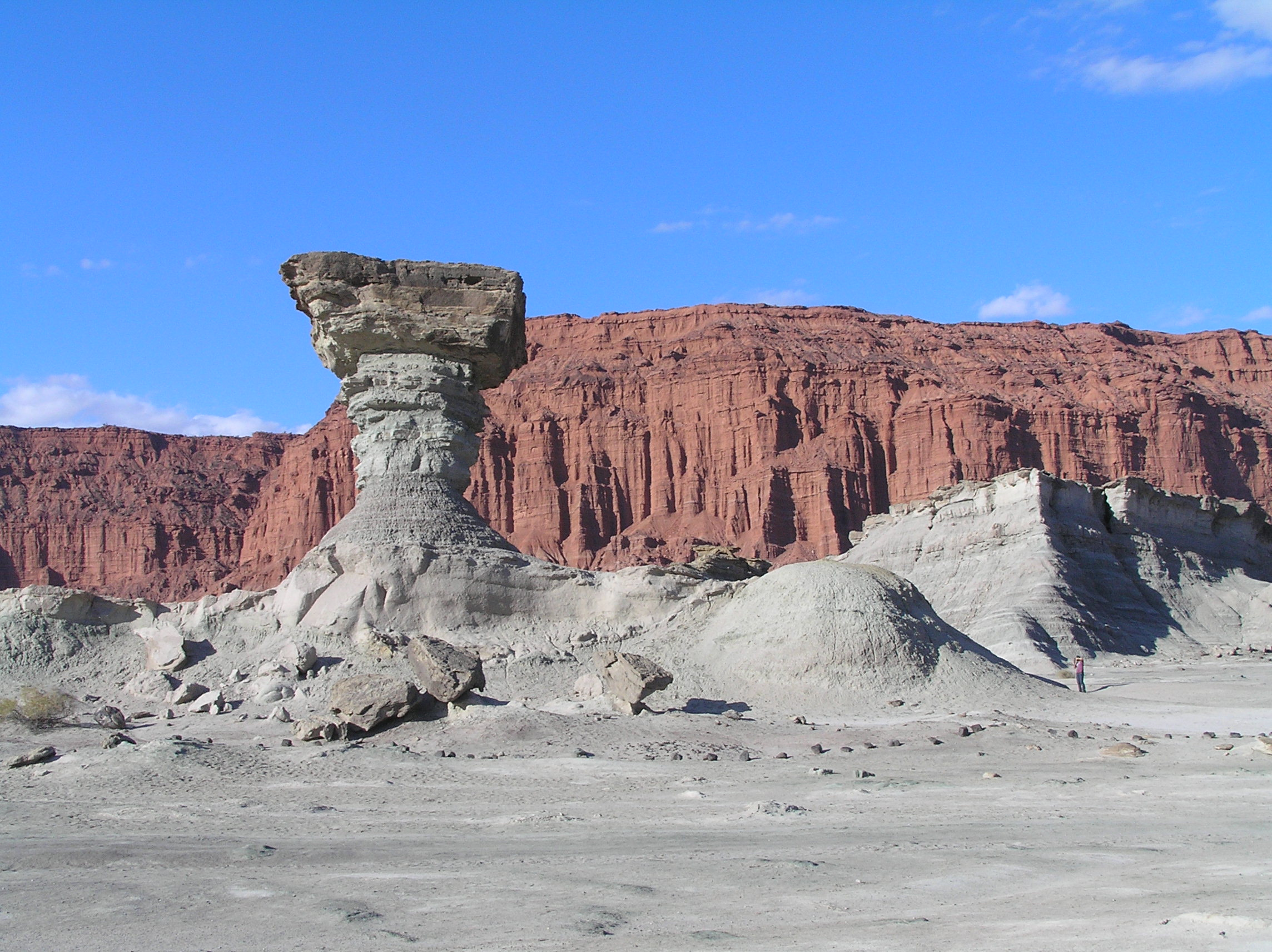
Valle de la Luna

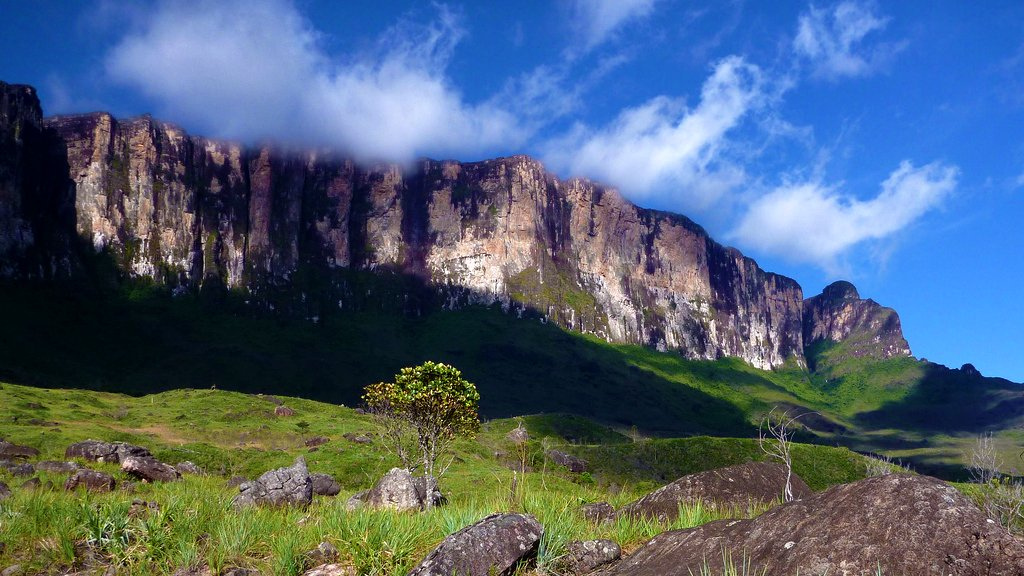
Tepuy Roraima, Venezuela.

- Valle de piedras encimadas, Zacatlán, Puebla, México
- Peña de Bernal, Bernal México
- Copper Canyon, Chihuahua, México
- Los Arcos Rocks, Cabo San Lucas, Baja California Sur, México
- Cerro de Arcos, Loja, Ecuador
- Dali's Desert, Potosí, Bolivia
- Valle de Las Rocas, Uyuni, Bolivia
- Canon de Duene, Bolivia
- Ponta Grossa, Brasil
- Pedro do Jacare, São Paulo, Brasil
- Valle de la Luna, San Juan, Argentina
- Rocas de Constitución, Constitución, Chile
- Bosque del Cabo, Península de la Osa , Costa Rica
- Pinnacle Rock, isla Bartolomé, islas Galápagos
- Quebrada de Humahuaca, Humahuaca Argentina
- Ischigualasto, provincia de San Juan, Argentina
- Cerro Fitz Roy, El Chalten, Argentina
- Amambay, Paraguay
- La Piedra Pintada, Parque Congreso de Abril, Uruguay
- Cañón del Colca, Arequipa, Perú
- Tepui Roraima, parque nacional Canaima, Venezuela
- Piedras de San Martín, La Vela de Coro, Estado Falcón, Venezuela
- Piedra de Peñol, Departamento de Antioquia, Colombia
- Laguna de La Plaza, Sierra Nevada del Cocuy, Colombia
- Los Ladrillos, Boquete, Chiriquí, Panamá.
- Cerro Tute, Veraguas, Panamá.
- Dedo de Deus (God's Finger Rock), Serra dos Órgãos, Brasil
- Pedra do Cão Sentado, Nova Friburgo, Río de Janeiro, Brasil

#### Islas Malvinas
- Princes Street Stone Run

### Europa

#### Alemania
- List of rock formations in the Harz
- Externsteine
- Falkenfelsen
- Geibel*
- Rotenfels, Nahe, Bad Muenster am Stein-Ebernberg, Rhineland-Palatinate
- Teufelsturm, Elbsandstein
- Wasgau

#### Bulgaria
- Basarbovo Monastery, Rousse
- Belogradchik Rocks
- Iskar Gorge, Sofía
- Melnik, Sandanski
- Sozopol
- Wonderful Bridges
- Golden Bridges (‘Zlatnite Mostove’), Vitosha
- Golyamata Gramada (‘Big Pile’), Vitosha

#### República Checa
- Teplice nad Metují
- Medvedi Stezka, Sumava, Klatovy
- Vrani Skala, Brdy
- Suche Skaly, Turnov
- Hruboskalsko

#### Dinamarca
- Bornholm
- Møns Klint, Møn
- Gedser Odde, Gedser
- Stevns Klint, Østsjælland
- Sangstrup, Djursland

#### Eslovaquia
- Lehotske Skaly, Handlova
- Haligovske Skaly, Stara Lubovna

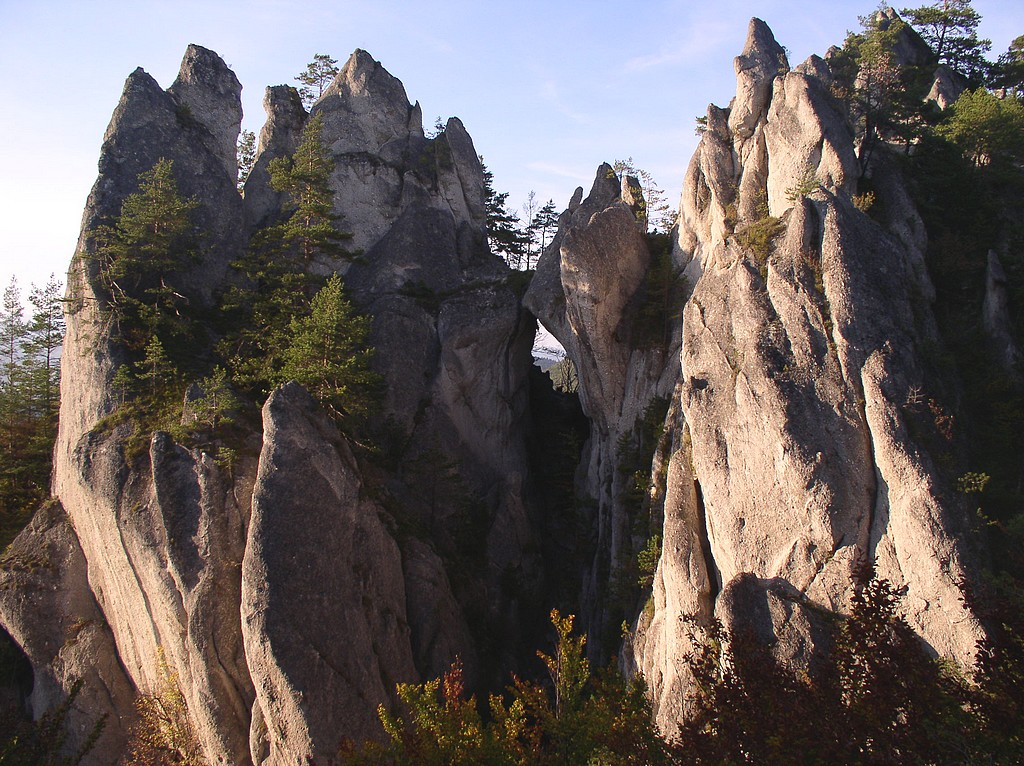
Gotická brána, Sulov rocks / Eslovaquia.

- Sulovske skaly (Sulov rocks), Strazovske vrchy
- Dolina Zeleneho Plesa, Vysoke Tatry
- Devin Castle, Devin

#### España
- Los Roques de García, entre los que destaca el Roque Cinchado, Tenerife, Islas Canarias
- Los Roques de Anaga, Tenerife, Islas Canarias
- Las Cañadas, Tenerife, Islas Canarias
- Ciudad Encantada, provincia de Cuenca
- Autol, La Rioja
- Fuente de los Azulejos, Gran Canaria, Islas Canarias
- El Torcal, Antequera, Málaga, Andalucía
- Roque Nublo, Gran Canaria, Islas Canarias
- Montserrat, Barcelona, Cataluña

#### Estonia
- Isla Vormsi

#### Finlandia
- Narpes
- Naantali

#### Grecia
- Meteora
- Monemvasia
- Samaria Gorge, Crete
- Sarti, Sithonia

#### Gibraltar

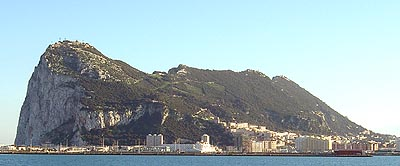
El icónico peñón de Gibraltar

- Peñón de Gibraltar

#### Bailiwick of Guernsey
- Les Autelets, Sark, Islas del Canal
- Telegraph Bay, Alderney, Islas del Canal

#### Islandia
- Vestmannaeyjar
- Parque nacional Cañón del Jokulsa, Mývatn
- Dimmuborgir, Mývatn
- Dyrholaey
- Eystrahorn, Hvalnes

#### Italia
- Il Gargano, Vieste, Apulia
- Palmarola, Sicilia
- Valle Seriana, Bérgamo, Lombardía
- Golfo di Orosei, Cala Luna, Monte Tiscali, Cerdeña
- Tarpeian Rock

#### Letonia
- Vidzeme
- Pusena Kalns, Bartava

#### Malta
- Dwerja, Gozo
- Dingli Cliffs, Dingli

#### Isla de Man
- Glen Maye, Isle of Man

#### Noruega
- Skude, Beiningen, Haugaland
- Geirangerfjord
- Nigardsbreen, parte del glaciar Jostedal
- Sommarøy, Tromsø

#### Polonia
- Sloneczna
- Ciezkowice
- Zielone Wzgorze, Piechowice
- Dolina Koscieliska, Western Tatras
- Dunajec Gorge, Zakopane

#### Portugal
- Ponta da Piedade, Lagos, Algarve
- Albufeira
- Porto Moniz, Madeira
- Ponta de Sao Lourenco, Madeira

#### Rumania
- Babacai, at the entrance of Danube's Iron Gate[1]
- Lacu Roşu, Transilvania
- Bicaz Gorges, Neamţ County
- Detunatele, Ceahlău
- Cheile Dobrogei, Târguşor

#### Rusia
- Tuapse, Krasnodar Krai, Rusia
- Monrepo Park, Vyborg, San Petersburgo, Rusia
- Parque nacional Taganay, Cheliábinsk, Rusia
- Parque nacional Stolby, Krasnoyarsk Krai, Rusia[2]
- Kamen Shahtai, Lago Baikal, Rusia

#### Serbia
- Đavolja Varoš (Devil's Town)[3]

#### Suecia
- Las islas de Gotland, Fårö and Öland tienen muchos tramos costeros con formaciones rocosas tipo stack.
- Busten, Glaskogens Nature Reserve, Kalleboda
- Stegborgsgarden, Stegborg
- Stenhamra, Uppland

#### Suiza
- Bastei
- Monte Pilatus
- Val dal Botsch